# Kwadwo Asamoah
Kwadwo Asamoah (* 9. prosince 1988, Accra, Ghana) je ghanský fotbalový záložník a reprezentant. Od roku 2021 působí v italském klubu Cagliari Calcio.

## Klubová kariéra
- Kaaseman FC (mládež)
- Liberty Professionals FC (mládež)
- AC Bellinzona (mládež)
- →  Torino FC (mládež)(hostování)
- Udinese Calcio 2008–2012
- Juventus FC 2012–2018
- Inter Milán 2018–2020
- Cagliari 2021–

## Reprezentační kariéra
V únoru 2008 debutoval za ghanský národní tým na Africkém poháru národů konaném na domácí půdě.
Představil se na MS 2010 v Jihoafrické republice. Zúčastnil se i MS 2014 v Brazílii, kde Ghana skončila se ziskem jediného bodu na posledním čtvrtém místě v základní skupině G.
Zúčastnil se také několika Afrických pohárů národů.

## Úspěchy

### Individuální
- Tým roku Serie A – 2013/14[4]